# Ruttjebäcken
Ruttjebäcken är ett naturreservat i Arvidsjaurs kommun i Norrbottens län.
Området är naturskyddat sedan 2010 och är 0,5 kvadratkilometer stort. Reservatet omfattar en sträcka av Ruttjebäöcken med mindre våtmarker och skogsområden omkring. Reservatets skog består främst av tall. Ruttjebäöcken mynnar via Gangsjajaurebäcken och Abmorälven i Piteälven.